# Premier van Japan

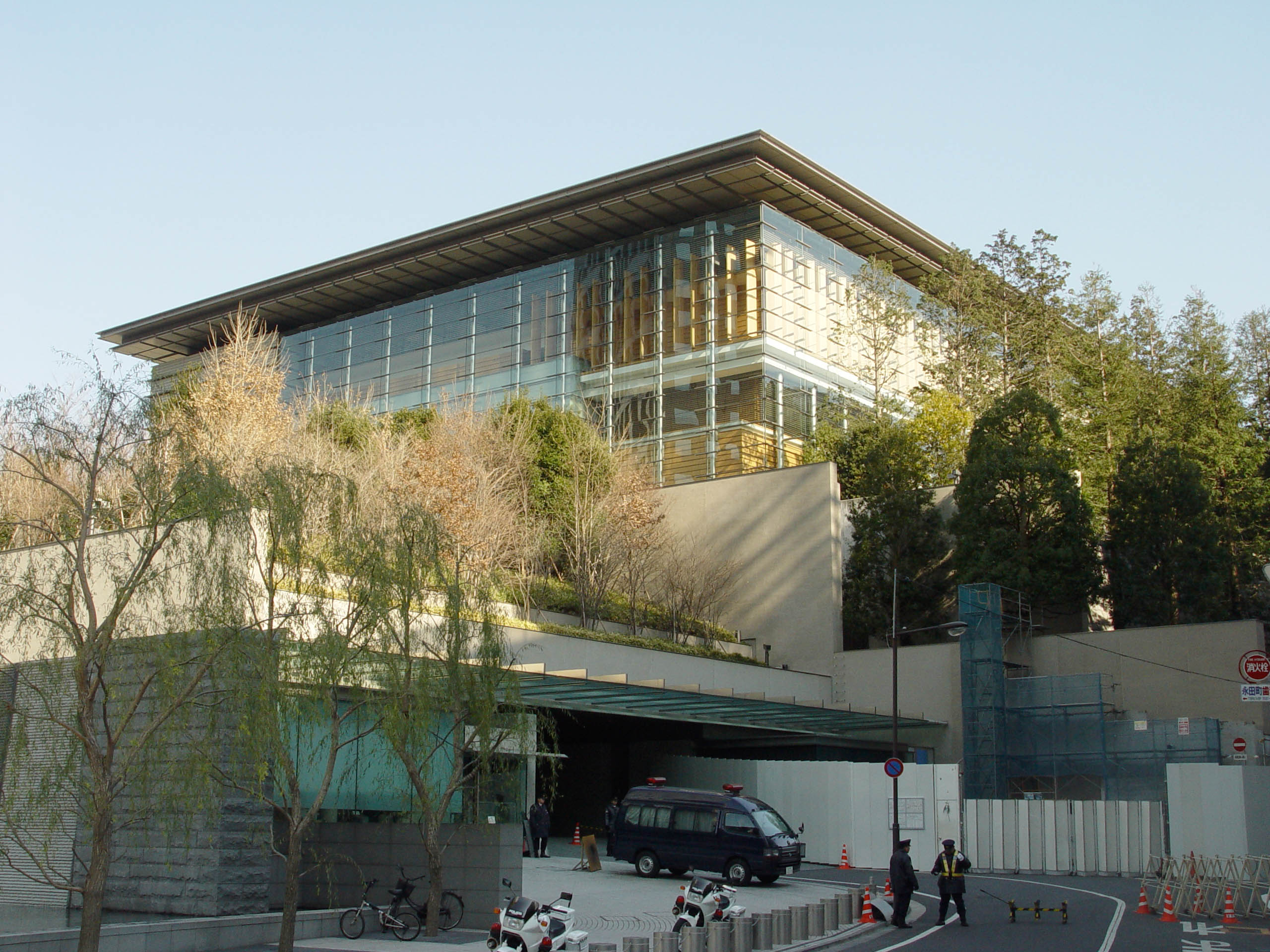
Kantei, de ambtswoning van de Japanse premier

De premier van Japan (Japans: 内閣総理大臣; Naikaku sōri daijin) is het regeringshoofd van Japan. De premier wordt benoemd door de keizer na te worden aangewezen door het parlement. Hij of zij moet het vertrouwen van het Huis van Vertegenwoordigers genieten om het ambt te kunnen blijven bekleden. De premier is het hoofd van het kabinet en benoemt de Ministers van Staat. Sinds 1 oktober 2024 is Shigeru Ishiba de premier van Japan.

## Geschiedenis
Het huidige ambt van premier komt uit de grondwet van 1946 van Japan voort. Nochtans bestond het ambt ook onder de vooroorlogse, keizerlijke grondwet van Japan. Voor 1946 werd de premier direct verkozen door de keizer.
De officiële woonplaats van de premier van Japan wordt Kantei genoemd. De originele Kantei diende van 1929 tot 2002 als woonplaats. Een nieuw gebouw werd ingehuldigd in dat laatste jaar en dient nu als nieuwe Kantei.